# 18075 Donasharma
18075 Donasharma este un asteroid din centura principală de asteroizi.

## Descriere
18075 Donasharma este un asteroid din centura principală de asteroizi. A fost descoperit pe 28 februarie 2000 la Socorro, New Mexico, în cadrul proiectului LINEAR. Asteroidul prezintă o orbită caracterizată de o semiaxă mare de 2,48 ua, o excentricitate de 0,10 și o înclinație de 5,5° în raport cu ecliptica.